# Umei Daiki
Umei Daiki (梅井 大輝 Umei Daiki, sinh ngày 5 tháng 10 năm 1989 ở Fukui, Fukui) là một cầu thủ bóng đá người Nhật Bản thi đấu cho SC Sagamihara.

## Thống kê sự nghiệp câu lạc bộ
Cập nhật đến ngày 23 tháng 2 năm 2017.
| Thành tích câu lạc bộ | Thành tích câu lạc bộ | Thành tích câu lạc bộ      | Giải vô địch | Giải vô địch | Cúp                   | Cúp                   | Cúp Liên đoàn | Cúp Liên đoàn | Tổng cộng | Tổng cộng |
| Mùa giải              | Câu lạc bộ            | Giải vô địch               | Số trận      | Bàn thắng    | Số trận               | Bàn thắng             | Số trận       | Bàn thắng     | Số trận   | Bàn thắng |
| Nhật Bản              | Nhật Bản              | Nhật Bản                   | Giải vô địch | Giải vô địch | Cúp Hoàng đế Nhật Bản | Cúp Hoàng đế Nhật Bản | Cúp Liên đoàn | Cúp Liên đoàn | Tổng cộng | Tổng cộng |
| --------------------- | --------------------- | -------------------------- | ------------ | ------------ | --------------------- | --------------------- | ------------- | ------------- | --------- | --------- |
| 2008                  | Yokohama F. Marinos   | J1 League                  | 0            | 0            | 0                     | 0                     | 0             | 0             | 0         | 0         |
| 2009                  | Yokohama F. Marinos   | J1 League                  | 0            | 0            | 1                     | 0                     | 0             | 0             | 1         | 0         |
| 2010                  | Thespa Kusatsu        | J2 League                  | 5            | 0            | 0                     | 0                     | –             | –             | 5         | 0         |
| 2011                  | Oita Trinita          | J2 League                  | 0            | 0            | 0                     | 0                     | –             | –             | 0         | 0         |
| 2012                  | Zweigen Kanazawa      | JFL                        | 5            | 0            | 0                     | 0                     | –             | –             | 5         | 0         |
| 2013                  | Saurcos Fukui         | JRL (Hokushinetsu, Div. 1) | 12           | 1            | 2                     | 0                     | –             | –             | 14        | 1         |
| 2014                  | Saurcos Fukui         | JRL (Hokushinetsu, Div. 1) | 13           | 5            | 2                     | 0                     | –             | –             | 15        | 5         |
| 2015                  | Saurcos Fukui         | JRL (Hokushinetsu, Div. 1) | 14           | 4            | 1                     | 0                     | –             | –             | 15        | 4         |
| 2016                  | Fukushima United FC   | J3 League                  | 19           | 1            | 0                     | 0                     | –             | –             | 19        | 1         |
| Tổng cộng sự nghiệp   | Tổng cộng sự nghiệp   | Tổng cộng sự nghiệp        | 68           | 11           | 6                     | 0                     | 0             | 0             | 74        | 11        |